# Belgische Badmintonnationalmannschaft
Die belgische Badmintonnationalmannschaft (niederländisch Belgisch nationaal badmintonteam) repräsentiert Belgien in internationalen Badmintonwettbewerben. Es gibt separate Nationalmannschaften für Junioren, Damen, Herren und gemischte Teams. Das Nationalteam repräsentiert die Belgian Badminton Federation.

## Teilnahme an BWF-Wettbewerben
Sudirman Cup
| Jahr | Resultat       |
| ---- | -------------- |
| 1993 | 34. – Gruppe 8 |
| 1995 | 33. – Gruppe 8 |
| 1997 | 38. – Gruppe 5 |
| 1999 | 32. – Gruppe 2 |
| 2001 | 34. – Gruppe 5 |
| 2003 | 29. – Gruppe 4 |
| 2007 | 42. – Gruppe 6 |

## Badminton-Mannschaftseuropameisterschaften
Herrenteam
| Jahr | Resultat     |
| ---- | ------------ |
| 2006 | Gruppenphase |
| 2008 | Gruppenphase |
| 2014 | Gruppenphase |
| 2016 | Gruppenphase |
| 2018 | Gruppenphase |
| 2020 | Gruppenphase |

Damenteam
| Jahr | Resultat     |
| ---- | ------------ |
| 2008 | Gruppenphase |
| 2010 | Gruppenphase |
| 2014 | Gruppenphase |
| 2016 | Gruppenphase |
| 2020 | Gruppenphase |

Gemischtes Team
| Jahr | Resultat     |
| ---- | ------------ |
| 1976 | Gruppenphase |
| 1978 | Gruppenphase |
| 1980 | Gruppenphase |
| 1982 | Gruppenphase |
| 1984 | Gruppenphase |
| 1986 | Gruppenphase |
| 1988 | Gruppenphase |
| 1990 | Gruppenphase |
| 1992 | Gruppenphase |
| 1994 | Gruppenphase |
| 2009 | Gruppenphase |
| 2011 | Gruppenphase |
| 2013 | Gruppenphase |
| 2015 | Gruppenphase |

## Helvetia Cup
| Jahr | Resultat |
| ---- | -------- |
| 1962 | 4.       |
| 1963 | 3. Platz |
| 1964 | Finalist |
| 1965 | 4.       |
| 1966 | 4.       |
| 1967 | 4.       |
| 1968 | 5.       |
| 1971 | 3. Platz |
| 1973 | 9.       |
| 1975 | 6.       |

| Jahr | Resultat |
| ---- | -------- |
| 1977 | 9.       |
| 1979 | 12.      |
| 1985 | 4.       |
| 1987 | 8.       |
| 1989 | 12.      |
| 1993 | 12.      |
| 1995 | 10.      |
| 1997 | 10.      |
| 1999 | 7.       |
| 2001 | 10.      |

| Jahr | Resultat |
| ---- | -------- |
| 2003 | 5.       |
| 2005 | 4.       |
| 2007 | 8.       |

## Badminton-Junioreneuropameisterschaften
Gemischtes Team
| Jahr | Resultat     |
| ---- | ------------ |
| 2009 | Gruppenphase |
| 2011 | Gruppenphase |
| 2013 | Gruppenphase |
| 2015 | Gruppenphase |
| 2017 | Gruppenphase |
| 2018 | Gruppenphase |
| 2022 | Gruppenphase |

## Nationalspieler
Herren
- Maxime Moreels
- Elias Bracke
- Julien Carraggi
- Rowan Scheurkogel
- Senne Houthoofd
- Jona van Nieuwkerke
- Freek Golinski
- Floris Oleffe

Damen
- Lianne Tan
- Flore Vandenhoucke
- Clara Lassaux
- Kirstin Boonen
- Lise Jaques
- Joke de Langhe
- Siebelijn de Sutter
- Lien Lammertyn